# Penelopognathus
Penelopognathus là một chi khủng long, được Godefroit Li Hong & Shang mô tả khoa học năm 2005.